# ミュリエル・ザズーイ
ミュリエル・ザズーイ（フランス語：Muriel Boucher-Zazoui）は、フランスのフィギュアスケートコーチ、振付師。1970年代にはアイスダンスの選手として活躍し、フランス国内選手権で3度優勝、ヨーロッパ選手権や世界選手権にも出場経験がある。パートナーはイブ・マラティエール。

## 経歴
1978年の世界選手権の後、競技生活から引退し、現在はフランスのリヨンにてロマン・アグノエルと共にアイスダンスのコーチとして活動している。また、アイスダンス以外にもシングルの選手への振付も行うことがある。

## 主な戦績
| 大会/年        | 1971-72 | 1972-73 | 1973-74 | 1974-75 | 1975-76 | 1976-77 | 1977-78 |
| -------------- | ------- | ------- | ------- | ------- | ------- | ------- | ------- |
| 世界選手権     |         |         |         |         |         |         | 15      |
| 欧州選手権     |         |         |         |         |         | 14      | 13      |
| フランス選手権 | 3       | 3       | 1       | 2       | 2       | 1       | 1       |

## 生徒
過去担当した生徒
- マリナ・アニシナ/グウェンダル・ペーゼラ
- イザベル・ドロベル/オリヴィエ・シェーンフェルダー
- マリー＝フランス・デュブレイユ/パトリス・ローゾン
- ナタリー・ペシャラ/ファビアン・ブルザ
- アンナ・カッペリーニ/ルカ・ラノッテ
- ペルネル・キャロン/マシュー・ヨスト
- ペルネル・キャロン/ロイド・ジョーンズ
- ティファニー・ザホースキ/アレクシ・ミアル
- ルイーズ・ウォルデン/オーウェン・エドワーズ